# Magnétoscopie
 (mai 2021).
Si vous disposez d'ouvrages ou d'articles de référence ou si vous connaissez des sites web de qualité traitant du thème abordé ici, merci de compléter l'article en donnant les références utiles à sa vérifiabilité et en les liant à la section « Notes et références ».
Le contrôle par magnétoscopie (MT) est une méthode de contrôle non destructif très utilisée dans le domaine de la technologie des matériaux.
Cette méthode permet de mettre en évidence des discontinuités ou des fissures, débouchantes ou proches de la surface. Cette technique fonctionne uniquement sur matériau ferromagnétique.

## Principe
Cette technique de contrôle non destructif consiste à créer un flux magnétique intense à l’intérieur d’un matériau ferromagnétique. Lors de la présence d’un défaut sur son chemin, le flux magnétique est dévié et crée une fuite qui, en attirant les particules métalliques (colorées ou fluorescentes) d’un produit révélateur, fournit une signature particulière caractéristique du défaut.

## Normes
International Organization for Standardization (ISO) adoptées en Europe (EN) et en France (FR)
- NF EN ISO 12707, Essais non destructifs - Magnétoscopie - Vocabulaire[1]
- NF EN ISO 3059, Essais non destructifs - Contrôle par ressuage et contrôle par magnétoscopie - Conditions d'observation
- NF EN ISO 9934-1, Essais non destructifs - Magnétoscopie - Partie 1 : Principes généraux du contrôle
- NF EN ISO 9934-2, Essais non destructifs - Magnétoscopie - Partie 2 : Produits indicateurs
- NF EN ISO 9934-3, Essais non destructifs - Magnétoscopie - Partie 3 : Équipement
- NF EN ISO 10893-5, Essais non destructifs des tubes en acier - Partie 5 : contrôle par magnétoscopie des tubes en acier ferromagnétique sans soudure et soudés pour la détection des imperfections de surface
- NF EN ISO 17638, Contrôle non destructif des assemblages soudés - Magnétoscopie
- NF EN ISO 23278, Contrôle non destructif des assemblages soudés - Contrôle par magnétoscopie - Niveaux d'acceptation

European Committee for Standardization (CEN) adoptées en France (FR)
- FR EN 1369, Fonderie - Contrôle par magnétoscopie
- FR EN 10228-1, Essais non destructifs des pièces forgées - Partie 1 : contrôle par magnétoscopie

American Society for Testing and Materials (ASTM)
- ASTM E1444/E1444M, Standard Practice for Magnetic Particle Testing
- ASTM A275/A275M, Test Method for Magnetic Particle Examination of Steel Forgings
- ASTM A456, Specification for Magnetic Particle Inspection of Large Crankshaft Forgings
- ASTM E543, Practice Standard Specification for Evaluating Agencies that Performing Nondestructive Testing
- ASTM E709, Guide for Magnetic Particle Testing Examination
- ASTM E1316, Terminology for Nondestructive Examinations
- ASTM E2297, Standard Guide for Use of UV-A and Visible Light Sources and Meters used in the Liquid Penetrant and Magnetic Particle Methods

Canadian Standards Association (CSA)
- CSA W59

Society of Automotive Engineers (SAE)
- AMS 2641, Magnetic Particle Inspection Vehicle
- AMS 3040, Magnetic Particles, Nonfluorescent, Dry Method
- AMS 3041, Magnetic Particles, Nonfluorescent, Wet Method, Oil Vehicle, Ready-To-Use
- AMS 3042, Magnetic Particles, Nonfluorescent, Wet Method, Dry Powder
- AMS 3043, Magnetic Particles, Nonfluorescent, Wet Method, Oil Vehicle, Aerosol Packaged
- AMS 3044, Magnetic Particles, Fluorescent, Wet Method, Dry Powder
- AMS 3045, Magnetic Particles, Fluorescent, Wet Method, Oil Vehicle, Ready-To-Use
- AMS 3046, Magnetic Particles, Fluorescent, Wet Method, Oil Vehicle, Aerosol Packaged
- AMS 5062, Steel Low Carbon Bars, Forgings, Tubing, Sheet, Strip, and Plate 0.25 Carbon, Maximum
- AMS 5355, Investment Castings
- AMS I-83387, Inspection Process, Magnetic Rubber
- AMSSTD2175, Castings, Classification and Inspection
- AS4792, Water Conditioning Agents for Aqueous Magnetic Particle Inspection
- AS5282, Tool Steel Ring Standard for Magnetic Particle Inspection
- AS5371, Reference Standards Notched Shims for Magnetic Particle Inspection

United States Military Standard
- A-A-59230 Fluid, Magnetic Particle Inspection, Suspension